# Nilphamari
Nilphamari este un oraș din Bangladesh.